# IC 372
IC 372 је лентикуларна галаксија у сазвјежђу Еридан која се налази на листи објеката дубоког неба у Индекс каталогу.
Деклинација објекта је - 5° 0' 36" а ректасцензија 4h 30m 4,2s. Привидна величина (магнитуда) објекта IC 372 износи 15,0 а фотографска магнитуда 16,0.